# Alleculaedoeus
Alleculaedoeus is een kevergeslacht uit de familie van de boktorren (Cerambycidae). De wetenschappelijke naam van het geslacht werd voor het eerst geldig gepubliceerd in 2011 door Villiers, Quentin & Vives.

## Soorten
Alleculaedoeus is monotypisch en omvat slechts de volgende soort:
- Alleculaedoeus brevicollis (Fairmaire, 1901)